# Scaevola tomentosa
Scaevola tomentosa är en tvåhjärtbladig växtart som beskrevs av Charles Gaudichaud-Beaupré. Scaevola tomentosa ingår i släktet Scaevola och familjen Goodeniaceae. Inga underarter finns listade i Catalogue of Life.